# Roar (chanson)
Pour les articles homonymes, voir Roar.
Singles de Katy Perry
Wide Awake
(2012) Unconditionally
(2013)
Pistes de Prism
Legendary Lovers
Roar est une chanson interprétée par la chanteuse américaine Katy Perry extraite de son quatrième album studio, Prism, sortie le 12 août 2013. Cette chanson se distingue plus fortement des précédentes, car plusieurs vidéos promotionnelles ont été dévoilées, notamment par le biais de plateformes de vidéos en ligne. Dans la première d'entre elles, on peut voir l'artiste brûler sa perruque bleue, l'un des symboles de l'ère Teenage Dream. Dans la seconde, elle assiste à l'enterrement de plusieurs autres de ces symboles, on peut d'ailleurs voir la chanteuse esquisser un sourire. Encore dans une autre, nous pouvons entendre et voir un lion qui se mettra à rugir à la fin de la courte vidéo. 

## Composition
Ce titre a été écrit, mais aussi produit par Dr. Luke, Max Martin et Cirkut. Même si Katy Perry ainsi que la chanteuse-compositrice Bonnie McKee ont accompagné à la réalisation de ce titre. 
Avec cette chanson, Katy Perry annonce la couleur, un changement que certains annonceront radical et d'autres invisible. 
En effet, cette chanson, composée principalement avec le beating et l'électrique, assez enjoué et dansant, nous rappelle certains airs de son précédent album Teenage Dream.

## Accueil critique
La critique a plutôt bien accueilli la chanson.

## Vidéo clip
Dans le clip associé à cette chanson, Katy Perry joue le rôle d'une hôtesse de l'air américaine dont l'avion s'est écrasé dans la jungle. Au début, un pseudo-aventurier l'accompagne mais ne semble que peu intéressé par elle. Au lieu de ça, il préfère se prendre en photo. Au fil du clip, l'homme, plein de mâle assurance et de dédain pour elle, se place devant Katy apeurée. Mais très vite, il se fait dévorer par un tigre et Katy Perry se retrouve donc seule. Katy continue son avancée dans la jungle, où elle apprend le secret du rugissement du tigre et devient une sorte de Jane entourée d'animaux apprivoisés.

## Accueil commercial

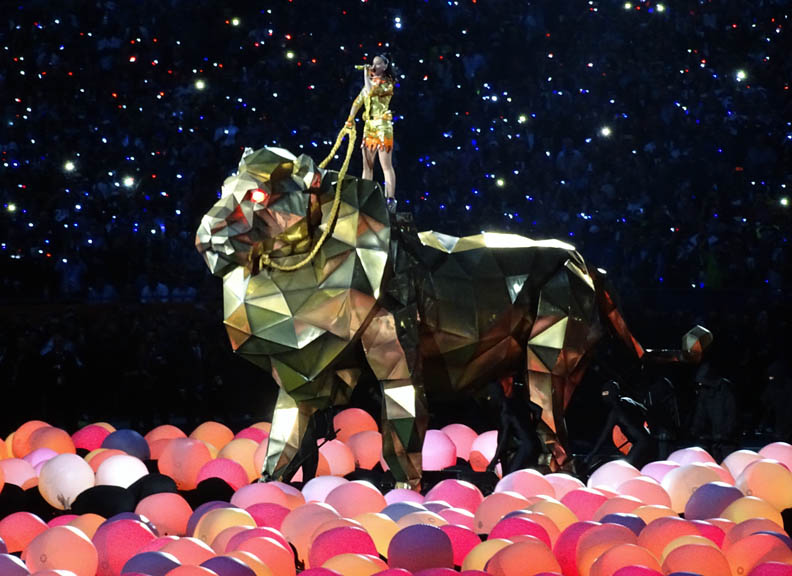
Performance de "'Roar" par Katy Perry à la mi-temps du Super Bowl, en février 2015.

Roar s'est écoulé à 577 000 exemplaires aux États-Unis lors de sa première semaine. En deuxième semaine, Roar s'est vendu à 392 000 exemplaires, soit un repli de 30 %.
Roar, a été élue Chanson internationale de l'année aux NRJ Music Awards 15th Edition et a permis à Katy Perry d'être l'Artiste féminine internationale de l'année lors de cette cérémonie.

## Controverses
La chanteuse Katy Perry fut accusée de plagiat de la chanson Brave de Sara Bareilles, sortie quelques mois plus tôt. Bareilles reconnaît que les musiques sont similaires mais rappelle que Katy Perry et elle sont amies et que le succès de Roar est aussi profitable à sa propre chanson. Elles chantent d'ailleurs Roar avec d'autres artistes lors du concert We Can Survive: Music for Life le 23 octobre 2013. Katy Perry fut aussi accusée de maltraitance animale par l'association PETA.

## Classement hebdomadaire
| Classement (2013)                          | Meilleure position |
| ------------------------------------------ | ------------------ |
| Afrique du Sud (Mediaguide airplay)        | 2                  |
| Allemagne (Media Control AG)               | 3                  |
| Argentine (Top 20 airplay)                 | 2                  |
| Australie (ARIA)                           | 1                  |
| Autriche (Ö3 Austria Top 40)               | 1                  |
| Belgique (Flandre Ultratop 50 Singles)     | 5                  |
| Belgique (Wallonie Ultratop 50 Singles)    | 7                  |
| Bulgarie (Top 40 airplay)                  | 3                  |
| Canada (Hot 100)                           | 1                  |
| Corée du Sud (Gaon International)          | 2                  |
| Costa Rica (top 40 airplay)                | 1                  |
| Croatie (top 100 airplay)                  | 1                  |
| Danemark (Tracklisten)                     | 2                  |
| Espagne (PROMUSICAE)                       | 5                  |
| Estonie (Raadio Uuno)                      | 2                  |
| États-Unis (Hot 100)                       | 1                  |
| États-Unis (Pop Airplay)                   | 1                  |
| États-Unis (Adult Pop Songs)               | 1                  |
| États-Unis (Adult Contemporary)            | 2                  |
| États-Unis (Dance Club Songs)              | 8                  |
| Finlande (Suomen virallinen lista)         | 9                  |
| France (SNEP)                              | 5                  |
| Grèce (digital songs)                      | 4                  |
| Hongrie (Rádiós Top 40)                    | 3                  |
| Hongrie (Single Top 40)                    | 8                  |
| Irlande (IRMA)                             | 1                  |
| Islande (Tónlist)                          | 2                  |
| Italie (FIMI)                              | 4                  |
| Japon (RIAJ)                               | 7                  |
| Liban (Lebanese Top 20)                    | 1                  |
| Luxembourg (Digital songs)                 | 2                  |
| Malaisie (Malay Muzik Official Chart)      | 1                  |
| Mexique (Monitor Latino Ingles top 20)     | 1                  |
| Nouvelle-Zélande (RMNZ)                    | 1                  |
| Norvège (VG-lista)                         | 4                  |
| Pays-Bas (Nederlandse Top 40)              | 5                  |
| Portugal(top 50)                           | 4                  |
| Tchéquie (IFPI Rádio)                      | 11                 |
| Royaume-Uni (UK Singles Chart)             | 1                  |
| Slovaquie (IFPI Rádio)                     | 3                  |
| Suède (Sverigetopplistan)                  | 5                  |
| Suisse (Schweizer Hitparade)               | 3                  |
| Ukraine (Top 40 airplay 581)               | 3                  |
| Venezuela (Record report pop rock general) | 2                  |

### Certifications
| Pays             | Organisme     | Certification | Vente      |
| ---------------- | ------------- | ------------- | ---------- |
| Allemagne        | BVMI          | Or            | 150 000    |
| Australie        | ARIA          | 7 × Platine   | 490 000    |
| Canada           | CRIA          | 5 × Platine   | 400 000    |
| Danemark         | IFPI          | Or            | 15 000     |
| Italie           | FIMI          | Platine       | 30 000     |
| Nouvelle-Zélande | RIANZ         | 2 × Platine   | 30 000     |
| Royaume-Uni      | BPI           | Platine       | 600 000    |
| Suède            | GLF           | Platine       | 40 000     |
| États-Unis       | RIAA          | Diamant       | 10 000 000 |
| Autriche         | IFPI Autriche | Platine       | 15 000     |
| Suisse           | IFPI Suisse   | Or            | 15 000     |
| Irlande          | IRMA          | Or            | 7 500      |
| Mexique          | AMPROFON      | Platine       | 60 000     |
| Pologne          | ZPAV          | Or            | 10 000     |
| Chine            |               | Or            | 10 000     |